# Balia
Balia ou Baléa est une localité, chef-lieu de la commune rurale malienne de Koulou et chef-lieu d'arrondissement dans le cercle de Sagabari et la région de Kita.

## Géographie
La localité de Balia est située à 55 km au sud du chef-lieu de cercle Sagabari.

## Infrastructures et services
Les services et infrastructures sont relevés Lors du recensement de 2009.
- une école
- deux formations de santé
- une pharmacie
- un marché
- 3 points d'eau
- une banque de céréales